# Lecane sulcata
Lecane sulcata is een raderdiertjessoort uit de familie Lecanidae. De wetenschappelijke naam van deze soort is voor het eerst geldig gepubliceerd in 1886 door Gosse.